# Усатая ночница
Усатая ночница (лат. Myotis mystacinus) — небольшая летучая мышь рода ночниц. Во многом подобна ночнице Брандта, была выделена в отдельный вид лишь в 1970 году.

## Внешний вид
Очень похожа на водяную, с которой разделяет местообитание, отличается чуть меньшими размерами (длина тела 4—5 см, вес 4—9 г) и стройным телосложением. Меховой покров довольно густой, всклокоченный, окрашен в желтоватые и темно-песочные тона. Уши и летательная перепонка темные.

## Образ жизни
Избегает больших пещер, живёт в карстовых щелях или промоинах. В поселениях человека прячется на день за наличники или ставни. В пустынных регионах обычна в старых глинобитных погребальных сооружениях — мазарах и мавзолеях, покрытых трещинами. Иногда их обнаруживают даже в юртах и кибитках. Крупных скоплений нигде не образуют, в летних убежищах редко собираются больше 10—12 особей. Стараются забиться в щели поодиночке или по двое-трое. Только в больших зимовочных пещерах и гротах образует на высоте 20—30 метров группы по 10—15 особей. Чем выше температура в убежище, тем меньше численность группы.
Охотится у воды. Вылетев из убежища, направляется к ближайшему водоему и кружится хороводом над поверхностью, время от времени захватывая воду или насекомое. Через некоторое время поднимается выше и начинает облет крон близлежащих деревьев, обрывистых лёссовых берегов, крыш.

## Эхолокация
Эхолокационные сигналы низкой интенсивности в диапазоне 34—102 кГц, с максимальной амплитудой около 53 кГц, продолжительность — около 3 мс.